# Бой при Бендорфе
Бой при Бендорфе (нем. Bendorf) 2 июля 1796 года стал первой частью операции французской Самбра – Маасской армии генерала Журдана по пересечению Рейна у Нойвида в связи с продолжением кампании 1796 года по завоеванию Германии. Успех у Бендорфа предопределил последующий ход боевых действий.

## История
После движения эрцгерцога Карла к среднему Рейну, для защиты пространства между Ланом и Зигом были оставлены под командованием фельдцейхмейстера Вартенслебена 36 тысяч штыков и сабель. В Нойвиде стояли только шесть батальонов. Австрийцы сделали в Нойвиде, чтобы помешать переправе, земляные укрепления. Журдан на этот раз решил не ограничиваться демонстрационными действиями, а решительно наступать. Большая часть его армии двинулась к нижнему Лану. 29 июня французы, внезапно напав, захватили остров Уриц и стали готовиться к наведению переправы. 2 июля, ночью, все гренадеры дивизий Шампионне и Бернадота в количестве 3000 были посажены на суда и в три часа вышли на восточный берег Рейна. Одна половина их двинулась к Нойвиду, другая - к Бендорфу.
Третий переход Рейна французами в кампанию 1796 года начался рано утром 2 июля (в 4.30 ч.) с канонады примерно 40 орудий, которые были установлены от Сант-Себастьяна до Вайсентурма на левой стороне Рейна.
Напротив Бендорфа, где предполагалось вспомогательное форсирование Рейна французами, они возвели позицию из 14 пушек и 7 гаубиц у Сант-Себастьяна, которые на сигнал от Нойвида открыли огонь залпами в самую середину еще глубоко спящего в это время Бендорфа. Падавшие повсюду гранаты и бомбы вынудили обезумевших от страха жителей искать защиту в прочных винных погребах их домов.
Между тем из-за островов Нидер и Грасверт незаметно от глаз австрийцев  приближались 6 - 8 больших и большее количество маленьких кораблей, полностью занятых  солдатами Самбра – Маасской армии. Едва они прошли вокруг последней островной вершины, как сразу с них открыли огонь по расположенным на бендорфском берегу Рейна австрийским подразделениям, которые, со своей стороны, яростно отвечали на обстрел.
Но, несмотря на залпы картечи двух австрийских орудий, французы высадились на берегу, захватили укрепления противника, продвинулись сразу на Бендорф и заняли его.
Тем временем основная масса австрийских подразделений подверглась удару французов, переправившихся при Нойвиде, и должна была начать отход на ручей Зайнбах и высоты при Бендорфе. Но существовала опасность, что ими могли раньше овладеть и отрезать главным силам обратный путь высадившиеся при Бендорфе и удерживавшие город французские подразделения. Чтобы предотвратить эту опасность, австрийской стороной была предпринята попытка отвоевать Бендорф. На французских гренадеров дивизии генерала Бернадота, укрепившихся в городке, генерал Финк, за неимением пехоты, бросил в атаку драгун дивизиона Кобурга. Однако, французы, укрывшись в домах, садах и остатках средневековых городских стен, несмотря на три успешные атаки, в результате которых австрийцы возвращали себе Бендорф, причинили драгунам значительные потери и смогли в конце концов оттеснить их и изгнать. От Валлендара к Бендорфу подошли французские подкрепления.
Для главных сил австрийцев отход через ручей Зайнбах, Лох, Лангенберг и ручей Вашбах был трудным. Для многих не было больше возможности достичь спасительных Бендорфских высот  привычным путем по дороге. Они должны были взбираться вверх по крутым высотам с их пушками, обозами и другими транспортными средствами и идти через поля, луга и виноградники. Это привело, в том числе, к тому, что дерзкая французская группа смогла приблизиться до 50 метров к пушкам, которые «висели» в холме и не могли стрелять. При этом большое количество упряжных лошадей было убито стрелками противника. Только прибежавшая австрийская пехота смогла отбросить дерзкую группу. Как только, однако, пушки имперцев достигли высот, они были установлены на позиции и открыли огонь под гору на преследующих врагов. Батареи в достаточной степени были прикрыты пехотой. Затем австрийские пехотинцы повернули назад и контратаковали французские подразделения, которые тем временем уже продвинулись через рудник Ремише до Фирвинде. Они не только их разбили, но и отбросили в город. При этом снова дошло до ожесточённых уличных сражений. Несколько пушек австрийцев, которые стояли у подножия гор и были в начале дела захвачены французами, были отбиты при этой контратаке. На правом фланге боя три дармштадтских батальона успешно отбивали атаки французов.
Примерно в 10 часов (в первой половине дня) — склоны и высоты вокруг Бендорфа были твёрдо удерживаемы австрийцами, и они надеялись, что выбьют французов из городка через Рейн назад, но поступил приказ отступать на  Хёр-Гренцхаузен и Аренберг. Имперские войска потянулись через Вестервальд и Таунус на Франкфурт-на-Майне. Французы преследовали их. К утру 3 июля французы навели у Нойвида мост и притупили к постройке сильного тет-де-пона.